# ヤロスラフ・リバコフ
ヤロスラフ・リバコフ（ロシア語: Ярослав Владимирович Рыбаков, ラテン文字転写: Yaroslav Vladimirovich Rybakov, 1980年11月22日 - ）は、ロシアの陸上競技選手。走高跳を専門とする選手で、2008年北京オリンピックの銅メダリストである。白ロシア共和国モギリョフ出身。

## 経歴
リバコフが最初に大きな国際大会で表彰台に立ったのは2001年のカナダのエドモントンで行われた世界選手権が最初である。この大会では2m33を跳び、ドイツのマルチン・ブスに次いで銀メダルを獲得している。翌年の2002年のヨーロッパ選手権では2m31という記録ながら、銀メダルを獲得したスウェーデンのステファン・ホルムや前年敗れているブスらをおさえ、金メダルを獲得した。
2003年は、3月の世界室内選手権で、ホルムに次いで銀メダルを獲得したものの、8月に行われた世界選手権では2m25で9位と惨敗する。しかし、翌月、前年まで行われていたIAAFグランプリファイナルに代わり初めて行われたIAAFワールドアスレチックファイナルでは優勝している。
2004年のシーズンも前年と同様に、3月の世界室内選手権ではホルムに次いで銀メダルとなったが、8月のアテネオリンピックでは、2m32で6位という結果に終わってしまう。
リバコフは、2005年のヨーロッパ室内選手権で2m38と室内自己ベストタイ記録を成功したものの、ホルムが2m40をクリアしたため2位に終わる。同年夏のヘルシンキ世界選手権では、2m29ながら、ウクライナのユーリ・クリマレンコに次いで2位となり、2大会ぶりの世界選手権の銀メダルを獲得した。2006年は、3月に行われた世界室内選手権で2m37を成功し優勝を果たしたが、夏に行われたヨーロッパ選手権では5位と、メダルを獲得することはできなかった。
2007年の大阪で行われた世界選手権では、2m35で、バハマのドナルド・トーマスに次いで銀メダルを獲得。2008年3月の世界室内選手権では、ホルムに次いで3回目の銀メダルを獲得。そして、8月の北京オリンピックでは、ロシアのアンドレイ・シルノフ、イギリスのジャーメイン・メイソンに次いで銅メダルを獲得した。
2009年のベルリン世界選手権では	2m32で4選手が並んだが試技回数の差により金メダルを獲得した。

## 自己ベスト
- 走高跳（室外） - 2m35 (2007年)
- 走高跳（室内） - 2m38 (2005、2007、2008年)

## 主な実績
| 年   | 大会                               | 場所                       | 種目   | 結果 | 記録 |
| ---- | ---------------------------------- | -------------------------- | ------ | ---- | ---- |
| 1999 | 世界ジュニア陸上選手権             | アヌシー(フランス)         | 走高跳 | 5位  | 2m18 |
| 1999 | ヨーロッパジュニア陸上選手権       | リガ(ラトビア)             | 走高跳 | 3位  | 2m16 |
| 2001 | 世界室内陸上選手権                 | リスボン(ポルトガル)       | 走高跳 | 7位  | 2m25 |
| 2001 | 世界陸上選手権                     | エドモントン(カナダ)       | 走高跳 | 2位  | 2m33 |
| 2002 | ヨーロッパ室内陸上選手権           | ウィーン(オーストリア)     | 走高跳 | 3位  | 2m30 |
| 2002 | ヨーロッパ陸上選手権               | ミュンヘン(ドイツ)         | 走高跳 | 1位  | 2m31 |
| 2002 | IAAFグランプリファイナル           | パリ(フランス)             | 走高跳 | 2位  | 2m28 |
| 2002 | IAAFワールドカップ                 | マドリッド(スペイン)       | 走高跳 | 1位  | 2m31 |
| 2003 | 世界室内陸上選手権                 | バーミンガム(イギリス)     | 走高跳 | 2位  | 2m33 |
| 2003 | 世界陸上選手権                     | パリ(フランス)             | 走高跳 | 9位  | 2m25 |
| 2003 | IAAFワールドアスレチックファイナル | モンテカルロ(モナコ)       | 走高跳 | 1位  | 2m30 |
| 2004 | 世界室内陸上選手権                 | ブダペスト(ハンガリー)     | 走高跳 | 2位  | 2m32 |
| 2004 | オリンピック                       | アテネ（ギリシャ）         | 走高跳 | 6位  | 2m32 |
| 2004 | IAAFワールドアスレチックファイナル | モンテカルロ(モナコ)       | 走高跳 | 2位  | 2m30 |
| 2005 | ヨーロッパ室内陸上選手権           | マドリッド(スペイン)       | 走高跳 | 2位  | 2m38 |
| 2005 | 世界陸上選手権                     | ヘルシンキ(フィンランド)   | 走高跳 | 2位  | 2m29 |
| 2005 | IAAFワールドアスレチックファイナル | モンテカルロ(モナコ)       | 走高跳 | 3位  | 2m32 |
| 2006 | 世界室内陸上選手権                 | モスクワ(ロシア)           | 走高跳 | 1位  | 2m37 |
| 2006 | ヨーロッパ陸上選手権               | イェーテボリ(スウェーデン) | 走高跳 | 5位  | 2m30 |
| 2006 | IAAFワールドアスレチックファイナル | シュトゥットガルト(ドイツ) | 走高跳 | 3位  | 2m29 |
| 2007 | 世界陸上選手権                     | 大阪(日本)                 | 走高跳 | 2位  | 2m35 |
| 2008 | 世界室内陸上選手権                 | バレンシア(スペイン)       | 走高跳 | 2位  | 2m34 |
| 2008 | オリンピック                       | 北京（中国）               | 走高跳 | 3位  | 2m34 |
| 2009 | 世界陸上選手権                     | ベルリン（ドイツ）         | 走高跳 | 1位  | 2m32 |